# Volilna kneževina
Volilna kneževina je posest-fevd v Svetem rimskem cesarstvu, na katero je vezana pravica voljenja rimsko-nemškega kralja.
Leta 1356 je bilo z zlato bulo določenih 7 volilnih kneževin: 3 cerkvene (posesti nadškofij v Kölnu, Mainzu im Trieru) in 4 posvetne (grofija Renskega palatinata, vojvodina Saška, mejna grofija Brandenburg in kraljevina Češka). Vladarji teh posesti so nosili naziv volilni knez in so imeli sedež v volilnem kolegiju cesarskega reichstaga.
Po tridesetletni vojni se je leta 1648 število volilnih kneževin povečalo na 8 (med vojno je Renski palatinat nadomestila vojvodina Bavarska/Volilna kneževina Bavarska, po vojni je palatinski knez dobil nov, 8. sedež v volilnem kolegiju). Leta 1803, tik pred razpadom Svetega rimskega cesarstva, se je število volilnih kneževin povečalo na 10.